# Renato Sanches
Renato Júnior Luz Sanches (Lisbona, 18 agosto 1997) è un calciatore portoghese, centrocampista del Paris Saint-Germain. È stato campione d'Europa nel 2016 con la nazionale portoghese.

## Biografia
Nato in Portogallo, suo padre è di São Tomé e Príncipe, mentre sua madre di Capo Verde.
È cugino di Miguel Tavares, anch'egli calciatore professionista.

## Caratteristiche tecniche
Considerato agli esordi uno dei talenti più promettenti del panorama internazionale, è in grado di ricoprire più ruoli del centrocampo, è forte fisicamente, abile palla al piede e possiede un buon tiro dalla distanza. Paragonato a Clarence Seedorf, Sanches ha dichiarato di ispirarsi proprio all'ex giocatore olandese.

## Carriera

### Club

#### Gli inizi al Benfica

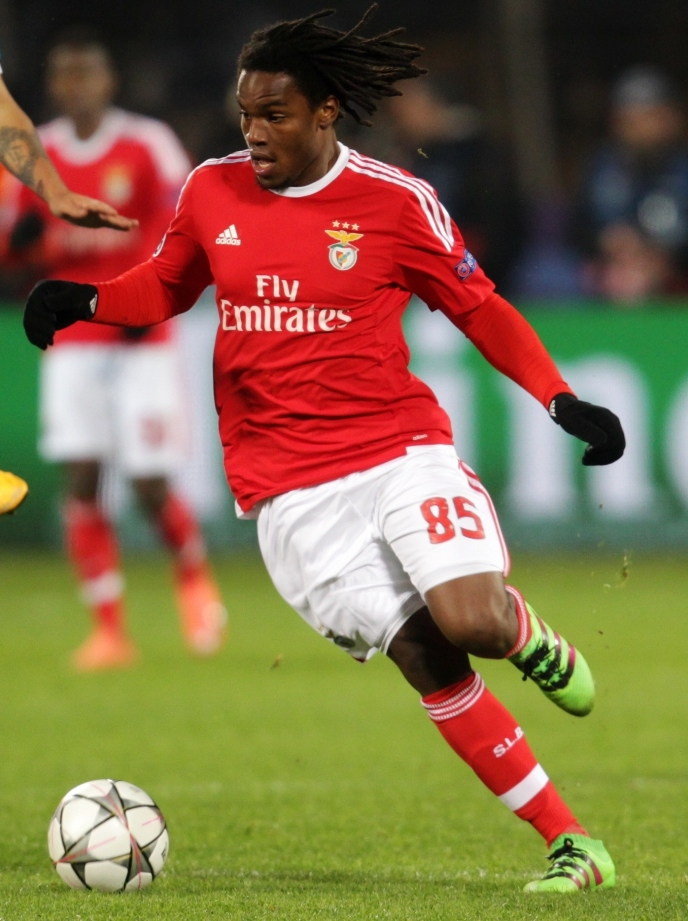
Sanches al Benfica nel 2016

Sanches entrò nel 2005 nelle giovanili di un club della capitale portoghese, l'Águias Musgueira, dal quale un anno più tardi fu prelevato dal Benfica per il corrispettivo di 750 euro. Nel 2014 esordì in Segunda Liga con il Benfica B.
Aggregato alla prima squadra nel 2015, debuttò in Primeira Liga il 30 ottobre di quell'anno in casa del Tondela e, il 25 novembre successivo, in Champions League nella trasferta contro l'Astana, in Kazakistan; contro l'Académica, infine, il 4 dicembre realizzò il suo primo goal in campionato.

#### Bayern Monaco e prestito allo Swansea
Il 10 maggio 2016 viene ceduto al Bayern Monaco per la cifra di 35 milioni di euro; il club tedesco ha previsto un supplemento di indennizzo al Benfica, fino a un massimo di 10 milioni, dipendentemente dal realizzarsi di determinati obiettivi sportivi entro la durata del contratto (sia in termini di raggiungimento di un determinato numero di presenze sia di conseguimento di vittorie individuali o di squadra).
Dopo avere faticato a trovare spazio in Germania, il 31 agosto 2017 viene ufficializzato il passaggio del giocatore in Premier League allo Swansea City con la formula del prestito oneroso.
A fine stagione, retrocesso lo Swansea in Championship, Sanches (che non ha brillato neppure in Inghilterra, anche a causa di un infortunio) fa ritorno al Bayern, dove trova la fiducia del nuovo allenatore, il croato Niko Kovač. Il 19 settembre 2018 sigla la sua prima rete in Champions League, a scapito del suo ex-club, il Benfica. Dopo un buon inizio di stagione, il suo spazio diminuisce nel corso dell'anno.

#### Lilla e Paris Saint-Germain
Il 23 agosto 2019 viene ufficializzato il suo trasferimento a titolo definitivo al Lilla. Al Lilla riesce a trovare maggiore continuità, arrivando pure a vincere il campionato nel 2020-2021.
Il 4 agosto 2022 viene reso noto l'acquisto del giocatore da parte del Paris Saint-Germain.

#### Prestiti: Roma e ritorno al Benfica
Il 16 agosto 2023, Sanches viene girato in prestito alla Roma, in Serie A, con un diritto di riscatto fissato a 15 milioni di euro e commutabile in obbligo al raggiungimento di un numero minimo di presenze con il club giallorosso. Quattro giorni dopo esordisce con i giallorossi nella prima di campionato contro la Salernitana, subentrando al 65' ad Edoardo Bove. Il 17 settembre trova la prima rete nel campionato italiano, andando a segno nel successo per 7-0 in casa contro l'Empoli. Tuttavia a Roma trova poco spazio a causa di molteplici infortuni.
Il 5 agosto 2024 fa ritorno al Benfica con la formula del prestito.

### Nazionale
Rappresentante il suo Paese a livello giovanile (Under-15, 16, 17 e 19), ha debuttato in nazionale maggiore il 25 marzo 2016 a Leiria in occasione di un'amichevole contro la Bulgaria.

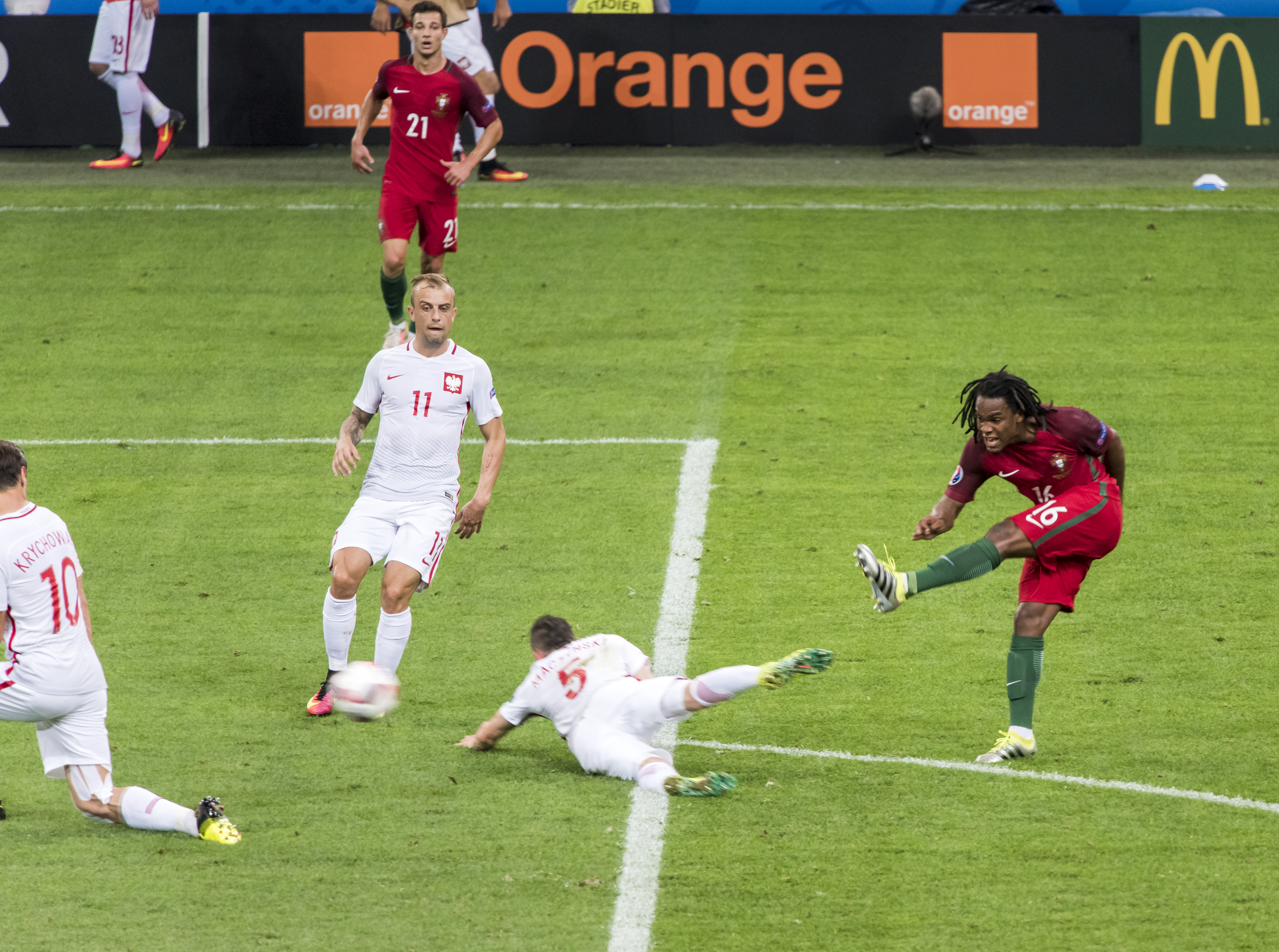
Il tiro di Renato Sanches (destra), poi trasformatosi in gol contro la nei quarti di finale di Euro 2016

Incluso nella lista dei convocati al successivo Europeo in Francia, ha realizzato la sua prima rete con la nazionale nel quarto di finale del torneo contro la Polonia successivamente vinto ai tiri di rigore: grazie a questa partita diventa il più giovane titolare della storia degli Europei e il più giovane marcatore di sempre della fase a eliminazione diretta. Il 10 luglio si laurea campione d'Europa dopo la vittoria in finale sulla Francia padrona di casa per 1-0, ottenuta grazie al goal decisivo di Éder durante i tempi supplementari. A 18 anni diviene così il giocatore più giovane a vincere il campionato Europeo di calcio, venendo pure insignito del premio di miglior giovane del torneo.
Dopo l'europeo, complici le annate difficili vissute in Germania e in Inghilterra, trova poco spazio in nazionale, tornando tra i convocati in pianta stabile nel 2020.
Nel 2021 viene convocato per gli europei, manifestazione in cui scende in campo nelle quattro partite giocate dalla nazionale lusitana, eliminata agli ottavi dal Belgio.
Non è stato invece convocato per i Mondiali 2022.

## Statistiche

### Presenze e reti nei club
Statistiche aggiornate al 20 giugno 2025.
| Stagione             | Squadra              | Campionato           | Campionato | Campionato | Coppe nazionali | Coppe nazionali | Coppe nazionali | Coppe continentali | Coppe continentali | Coppe continentali | Altre coppe | Altre coppe | Altre coppe | Totale | Totale |
| Stagione             | Squadra              | Comp                 | Pres       | Reti       | Comp            | Pres            | Reti            | Comp               | Pres               | Reti               | Comp        | Pres        | Reti        | Pres   | Reti   |
| -------------------- | -------------------- | -------------------- | ---------- | ---------- | --------------- | --------------- | --------------- | ------------------ | ------------------ | ------------------ | ----------- | ----------- | ----------- | ------ | ------ |
| 2015-2016            | Benfica              | PL                   | 24         | 2          | CP+CdL          | 0+5             | 0               | UCL                | 6                  | 0                  | -           | -           | -           | 35     | 2      |
| 2016-2017            | Bayern Monaco        | BL                   | 17         | 0          | CG              | 2               | 0               | UCL                | 6                  | 0                  | SG          | 0           | 0           | 25     | 0      |
| ago. 2017            | Bayern Monaco        | BL                   | 0          | 0          | CG              | 0               | 0               | UCL                | -                  | -                  | SG          | 1           | 0           | 1      | 0      |
| ago. 2017-2018       | Swansea City         | PL                   | 12         | 0          | FACup+CdL       | 2+1             | 0               | -                  | -                  | -                  | -           | -           | -           | 15     | 0      |
| 2018-2019            | Bayern Monaco        | BL                   | 17         | 1          | CG              | 1               | 0               | UCL                | 6                  | 1                  | SG          | 0           | 0           | 24     | 2      |
| ago. 2019            | Bayern Monaco        | BL                   | 1          | 0          | CG              | 1               | 0               | UCL                | -                  | -                  | SG          | 1           | 0           | 3      | 0      |
| Totale Bayern Monaco | Totale Bayern Monaco | Totale Bayern Monaco | 35         | 1          |                 | 4               | 0               |                    | 12                 | 1                  |             | 2           | 0           | 53     | 2      |
| ago. 2019-2020       | Lilla                | L1                   | 19         | 3          | CF+CdL          | 3+3             | 1+0             | UCL                | 5                  | 0                  | -           | -           | -           | 30     | 4      |
| 2020-2021            | Lilla                | L1                   | 23         | 1          | CF              | 2               | 0               | UEL                | 4                  | 0                  | -           | -           | -           | 29     | 1      |
| 2021-2022            | Lilla                | L1                   | 25         | 2          | CF              | 2               | 0               | UCL                | 5                  | 0                  | SF          | 0           | 0           | 27     | 1      |
| Totale Lilla         | Totale Lilla         | Totale Lilla         | 67         | 6          |                 | 10              | 1               |                    | 14                 | 0                  |             | 0           | 0           | 91     | 7      |
| 2022-2023            | Paris Saint-Germain  | L1                   | 23         | 2          | CF              | 1               | 0               | UCL                | 3                  | 0                  | SF          | -           | -           | 27     | 2      |
| 2023-2024            | Roma                 | A                    | 7          | 1          | CI              | 0               | 0               | UEL                | 5                  | 0                  | -           | -           | -           | 12     | 1      |
| 2024-2025            | Benfica              | PL                   | 10         | 0          | CP+CdL          | 1+3             | 0               | UCL                | 4                  | 0                  | Cmc         | 2           | 1           | 20     | 1      |
| Totale Benfica       | Totale Benfica       | Totale Benfica       | 34         | 2          |                 | 9               | 0               |                    | 10                 | 0                  |             | 2           | 1           | 55     | 3      |
| Totale carriera      | Totale carriera      | Totale carriera      | 178        | 12         |                 | 27              | 1               |                    | 44                 | 1                  |             | 4           | 1           | 253    | 15     |

### Cronologia presenze e reti in nazionale
| Cronologia completa delle presenze e delle reti in nazionale ― Portogallo | Cronologia completa delle presenze e delle reti in nazionale ― Portogallo | Cronologia completa delle presenze e delle reti in nazionale ― Portogallo | Cronologia completa delle presenze e delle reti in nazionale ― Portogallo | Cronologia completa delle presenze e delle reti in nazionale ― Portogallo | Cronologia completa delle presenze e delle reti in nazionale ― Portogallo | Cronologia completa delle presenze e delle reti in nazionale ― Portogallo | Cronologia completa delle presenze e delle reti in nazionale ― Portogallo |
| Data                                                                      | Città                                                                     | In casa                                                                   | Risultato                                                                 | Ospiti                                                                    | Competizione                                                              | Reti                                                                      | Note                                                                      |
| ------------------------------------------------------------------------- | ------------------------------------------------------------------------- | ------------------------------------------------------------------------- | ------------------------------------------------------------------------- | ------------------------------------------------------------------------- | ------------------------------------------------------------------------- | ------------------------------------------------------------------------- | ------------------------------------------------------------------------- |
| 25-3-2016                                                                 | Leiria                                                                    | Portogallo                                                                | 0 – 1                                                                     | Bulgaria                                                                  | Amichevole                                                                | -                                                                         | 74’                                                                       |
| 29-3-2016                                                                 | Leiria                                                                    | Portogallo                                                                | 2 – 1                                                                     | Belgio                                                                    | Amichevole                                                                | -                                                                         | 46’                                                                       |
| 29-5-2016                                                                 | Porto                                                                     | Portogallo                                                                | 3 – 0                                                                     | Norvegia                                                                  | Amichevole                                                                | -                                                                         | 72’                                                                       |
| 2-6-2016                                                                  | Londra                                                                    | Inghilterra                                                               | 1 – 0                                                                     | Portogallo                                                                | Amichevole                                                                | -                                                                         | 72’                                                                       |
| 8-6-2016                                                                  | Lisbona                                                                   | Portogallo                                                                | 7 – 0                                                                     | Estonia                                                                   | Amichevole                                                                | -                                                                         | 58’                                                                       |
| 14-6-2016                                                                 | Saint-Étienne                                                             | Portogallo                                                                | 1 – 1                                                                     | Islanda                                                                   | Euro 2016 - 1º turno                                                      | -                                                                         | 71’                                                                       |
| 22-6-2016                                                                 | Lione                                                                     | Ungheria                                                                  | 3 – 3                                                                     | Portogallo                                                                | Euro 2016 - 1º turno                                                      | -                                                                         | 46’                                                                       |
| 25-6-2016                                                                 | Lens                                                                      | Croazia                                                                   | 0 – 1 dts                                                                 | Portogallo                                                                | Euro 2016 - Ottavi di finale                                              | -                                                                         | 50’                                                                       |
| 30-6-2016                                                                 | Marsiglia                                                                 | Polonia                                                                   | 1 – 1 dts (3 – 5 dtr)                                                     | Portogallo                                                                | Euro 2016 - Quarti di finale                                              | 1                                                                         |                                                                           |
| 6-7-2016                                                                  | Lione                                                                     | Portogallo                                                                | 2 – 0                                                                     | Galles                                                                    | Euro 2016 - Semifinale                                                    | -                                                                         | 74’                                                                       |
| 10-7-2016                                                                 | Saint-Denis                                                               | Portogallo                                                                | 1 – 0                                                                     | Francia                                                                   | Euro 2016 - Finale                                                        | -                                                                         | 79’                                                                       |
| 13-11-2016                                                                | Faro                                                                      | Portogallo                                                                | 4 – 1                                                                     | Lettonia                                                                  | Qual. Mondiali 2018                                                       | -                                                                         | 88’                                                                       |
| 28-3-2017                                                                 | Funchal                                                                   | Portogallo                                                                | 2 – 3                                                                     | Svezia                                                                    | Amichevole                                                                | -                                                                         |                                                                           |
| 6-9-2018                                                                  | Lisbona                                                                   | Portogallo                                                                | 1 – 1                                                                     | Croazia                                                                   | Amichevole                                                                | -                                                                         | 86’                                                                       |
| 10-9-2018                                                                 | Lisbona                                                                   | Portogallo                                                                | 1 – 0                                                                     | Italia                                                                    | UEFA Nations League 2018-2019 - 1º turno                                  | -                                                                         | 74’                                                                       |
| 11-10-2018                                                                | Chorzów                                                                   | Polonia                                                                   | 2 – 3                                                                     | Portogallo                                                                | UEFA Nations League 2018-2019 - 1º turno                                  | -                                                                         | 75’                                                                       |
| 14-10-2018                                                                | Londra                                                                    | Scozia                                                                    | 1 – 3                                                                     | Portogallo                                                                | Amichevole                                                                | -                                                                         | 56’                                                                       |
| 20-11-2018                                                                | Guimarães                                                                 | Portogallo                                                                | 1 – 1                                                                     | Polonia                                                                   | UEFA Nations League 2018-2019 - 1º turno                                  | -                                                                         |                                                                           |
| 7-10-2020                                                                 | Lisbona                                                                   | Portogallo                                                                | 0 – 0                                                                     | Spagna                                                                    | Amichevole                                                                | -                                                                         |                                                                           |
| 11-10-2020                                                                | Saint-Denis                                                               | Francia                                                                   | 0 – 0                                                                     | Portogallo                                                                | UEFA Nations League 2020-2021 - 1º turno                                  | -                                                                         | 80’                                                                       |
| 14-10-2020                                                                | Lisbona                                                                   | Portogallo                                                                | 3 – 0                                                                     | Svezia                                                                    | UEFA Nations League 2020-2021 - 1º turno                                  | -                                                                         | 88’                                                                       |
| 11-11-2020                                                                | Lisbona                                                                   | Portogallo                                                                | 7 – 0                                                                     | Andorra                                                                   | Amichevole                                                                | 1                                                                         | 63’                                                                       |
| 27-3-2021                                                                 | Belgrado                                                                  | Serbia                                                                    | 2 – 2                                                                     | Portogallo                                                                | Qual. Mondiali 2022                                                       | -                                                                         | 71’                                                                       |
| 30-3-2021                                                                 | Lussemburgo                                                               | Lussemburgo                                                               | 1 – 3                                                                     | Portogallo                                                                | Qual. Mondiali 2022                                                       | -                                                                         | 83’                                                                       |
| 4-6-2021                                                                  | Madrid                                                                    | Spagna                                                                    | 0 – 0                                                                     | Portogallo                                                                | Amichevole                                                                | -                                                                         | 69’                                                                       |
| 9-6-2021                                                                  | Lisbona                                                                   | Portogallo                                                                | 4 – 0                                                                     | Israele                                                                   | Amichevole                                                                | -                                                                         | 71’                                                                       |
| 15-6-2021                                                                 | Budapest                                                                  | Ungheria                                                                  | 0 – 3                                                                     | Portogallo                                                                | Euro 2020 - 1º turno                                                      | -                                                                         | 81’                                                                       |
| 19-6-2021                                                                 | Monaco di Baviera                                                         | Portogallo                                                                | 2 – 4                                                                     | Germania                                                                  | Euro 2020 - 1º turno                                                      | -                                                                         | 46’                                                                       |
| 23-6-2021                                                                 | Budapest                                                                  | Portogallo                                                                | 2 – 2                                                                     | Francia                                                                   | Euro 2020 - 1º turno                                                      | -                                                                         | 88’                                                                       |
| 27-6-2021                                                                 | Siviglia                                                                  | Belgio                                                                    | 1 – 0                                                                     | Portogallo                                                                | Euro 2020 - Ottavi di finale                                              | -                                                                         | 78’                                                                       |
| 11-11-2021                                                                | Dublino                                                                   | Irlanda                                                                   | 0 – 0                                                                     | Portogallo                                                                | Qual. Mondiali 2022                                                       | -                                                                         | 75’                                                                       |
| 14-11-2021                                                                | Lisbona                                                                   | Portogallo                                                                | 1 – 2                                                                     | Serbia                                                                    | Qual. Mondiali 2022                                                       | 1                                                                         | 67’ 84’                                                                   |
| Totale                                                                    |                                                                           | Presenze                                                                  | 32                                                                        |                                                                           | Reti                                                                      | 3                                                                         |                                                                           |

## Palmarès

### Club
- Campionato portoghese: 1

Benfica: 2015-2016
- Coppa di Lega portoghese: 2

Benfica: 2015-2016, 2024-2025
- Supercoppa di Germania: 3

Bayern Monaco: 2016, 2017, 2018
- Campionato tedesco: 2

Bayern Monaco: 2016-2017, 2018-2019
- Coppa di Germania: 1

Bayern Monaco: 2018-2019
- Campionato francese: 2

Lilla: 2020-2021
Paris Saint-Germain: 2022-2023
- Supercoppa francese: 1

Lilla: 2021

### Nazionale
- Campionato d'Europa: 1

Francia 2016

### Individuale
- Miglior giovane dell'Europeo: 1

Francia 2016
- European Golden Boy: 1

2016